# Plumularia inverta
Plumularia inverta är en nässeldjursart som först beskrevs av John Fraser 1948.  Plumularia inverta ingår i släktet Plumularia och familjen Plumulariidae. Inga underarter finns listade i Catalogue of Life.